# Ernie Morgan
Ernest Ernie Morgan (Yorkshire del Sur, 13 de enero de 1927 - Medway, 3 de octubre de 2013) fue un entrenador y jugador de fútbol profesional inglés que jugaba en la demarcación de delantero.

## Biografía
Ernie Morgan debutó como futbolista profesional en 1949 con el Lincoln City FC, con el que ganó la Football League Third Division North en 1952. Tras permanecer cuatro años en el club, fue traspasado al Gillingham FC, donde se retiró en 1957 a los 30 años de edad debido a una lesión que le impidió seguir jugando.
Cinco años después el Chatham Town FC lo fichó como entrenador. Posteriormente entrenó al Dartford FC y al Maidstone United FC antes de volver de nuevo al Dartford FC, con quien consiguió en 1974 el FA Trophy y la Southern Football League. Posteriormente entrenó al Tonbridge Angels FC y finalmente en 1982 volvió al Dartford FC para retirarse como entrenador en 1983.
Ernie Morgan falleció el 3 de octubre de 2013 a los 86 años de edad.

## Clubes

### Como jugador
| Club            | País       | Año         |
| --------------- | ---------- | ----------- |
| Lincoln City FC | Inglaterra | 1949 - 1953 |
| Gillingham FC   | Inglaterra | 1953 - 1957 |

### Como entrenador
| Club                | País       | Año         |
| ------------------- | ---------- | ----------- |
| Chatham Town FC     | Inglaterra | 1962 - 1966 |
| Dartford FC         | Inglaterra | 1966 - 1972 |
| Maidstone United FC | Inglaterra | 1972 - 1973 |
| Dartford FC         | Inglaterra | 1973 - 1975 |
| Tonbridge Angels FC | Inglaterra | 1978 - 1980 |
| Dartford FC         | Inglaterra | 1982 - 1983 |

## Palmarés

### Como jugador
Lincoln City FC
- Football League Third Division North: 1952

### Como entrenador
Dartford FC
- FA Trophy: 1974
- Southern Football League: 1974